# 高橋嘉太郎

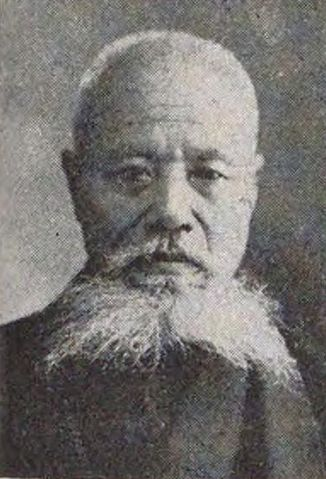
高橋嘉太郎

高橋 嘉太郎（たかはし かたろう、嘉永5年2月7日（1852年2月26日） - 昭和3年（1928年）12月18日）は、日本の衆議院議員（立憲政友会）。

## 経歴
陸奥国和賀郡二子村（現在の岩手県北上市）出身。高橋嘉兵衛、ツギ夫妻の長男として生まれる。1873年（明治6年）に二子村戸長となり、岩手県御用掛、岩手県会議員、同常置委員を歴任した。1897年（明治30年）、県会議員を辞し、岩手毎日新聞社の経営にあたった。その他、和賀郡農会会長、岩手県農会副議長を務めた。
1908年（明治41年）、第10回衆議院議員総選挙に出馬し、当選。第13回衆議院議員総選挙でも再選された。
1928年（昭和3年）12月18日、岩手毎日新聞社社長在任のまま病没。